# Regierung Santer-Poos III
Die Regierung Santer-Poos III war eine luxemburgische Koalitionsregierung, die die Christlich-Soziale Volkspartei (CSV) mit der Luxemburger Sozialistischen Arbeiterpartei (LSAP) nach den Kammerwahlen am 12. Juni 1994 bildete. Sie wurde am 13. Juli 1994 vereidigt und bestand aus elf Ministern und einem Staatssekretär.
Am 20. Januar 1995 wurde die Regierung umgebildet, nachdem Jacques Santer am 20. Januar 1995 als Premierminister zurückgetreten war, um Präsident der Europäischen Kommission zu werden. Santers Amt als Premierminister übernahm Jean-Claude Juncker, der die neue Regierung Juncker-Poos bildete.

## Zusammensetzung
- Jacques Santer (CSV): Premierminister; Staatsminister; Kulturminister
- Jacques Poos (LSAP): Stellvertretender Premierminister; Außenminister, Minister für Außenhandel und Zusammenarbeit
- Fernand Boden (CSV): Minister für Familie; Minister für Mittelstand und Tourismus; Minister der Öffentlichen Verwaltung
- Jean Spautz (CSV): Innenminister; Wohnungsbauminister
- Jean-Claude Juncker (CSV): Finanzminister, Arbeitsminister
- Marc Fischbach (CSV): Bildungs- und Forschungsminister; Justizminister
- Johny Lahure (LSAP): Gesundheitsminister; Umweltminister
- Robert Goebbels (LSAP): Wirtschaftsminister; Minister für Öffentliche Arbeiten; Energieminister
- Alex Bodry (LSAP): Minister für Landesplanung; Verteidigungsminister; Minister für Sporterziehung und Sport; Minister für Jugend.
- Marie-Josée Jacobs (CSV): Ministerin für Landwirtschaft, Weinbau und Ländliche Entwicklung; Delegierter Ministerin für Kultur
- Mady Delvaux-Stehres (LSAP): Ministerin für Sozialversicherung; Verkehrsministerin, Ministerin für Kommunikation.
- Georges Wohlfart (LSAP): Staatssekretär für Außenbeziehungen, Außenhandel und Zusammenarbeit; Staatssekretär für Öffentliche Arbeiten.